# Teodor Tatos
Teodor Tatos (n. 28 ianuarie 1901, Fălticeni – d. 11 ianuarie 1985, Fălticeni) a fost un pictor, scriitor, publicist și avocat român.

## Date biografice

### Familia Tatos
Teodor Tatos face parte dintr-o familie vestită încă din secolul al XIX-lea. Bunicul său, boier cu moșii la Hârtop, a ajuns deputat în Divanul ad-hoc. Copiii boierului Tatos, Davidel, Iacob, Gabriel, Jenică și Zinca au jucat un rol important în viața orașului Fălticeni, numărându-se printre personalitățile urbei. Familia Tatos se înrudește cu o altă familie vestită, familia Millo.

Bustul Dr. Gabriel Tatos

Dr. Gabriel Tatos (1878-1927), licențiat al Facultății de Medicină din Iași, chirurg cu studii de specializare la Paris, un om de o aleasă cultură are, începând cu 1938, un bust ridicat în orașul Fălticeni, în Piața 22 decembrie 1989. Statuia este opera sculptorului ieșean Richard Hette.
Dr. Iacob Tatos urmase medicina la Viena. A fost medic chirurg la Spitalul "Stamati". Se spune despre el că era un practician vestit și că alergau spre el pacienții în căutarea vindecării.

Casa Jenică Tatos, Strada Sucevei nr. 93, Fălticeni

Jenică Tatos, stăpân de moșie la Șoldănești, un om cult, a condus în calitate de secretar alături de Virgil Tempeanu, președinte, "Liga Culturală" din Fălticeni. După plecarea lui Virgil Tempeanu la Universitatea din Iași, devine președinte.
În fotografia alăturată se găsește somptuoasa sa locuință. Aici au fost găzduiți veri la rând, muzicienii Valentin Gheorghiu (pianist) și Ștefan Gheorghiu (violonist).

Casa Zinca Tatos, Fălticeni

Zinca Tatos a fost funcționară superioară la Universitatea din Cambridge. Rudă cu familia Millo, l-a primit ca oaspete pe folcloristul Constantin Brăiloiu.
A donat bibliotecii "Nicolae Beldiceanu" din cadrul Muzeului Orășenesc circa 1000 de volume din literatura engleză, germană și franceză, în ediții de lux. Gestul său generos a adus orașului Fălticeni ediții complete din Shakespeare, Scott, Shelley, etc., dar și opere complete semnate de Goethe, Schiller sau Heine. Toate s-au pierdut imediat după război, prin transferuri abuzive și epurări purtând girul unor inculți. Din nefericire donația nu și-a atins scopul.
Teodor Tatos s-a născut în familia lui Davidel Tatos, proprietar, considerat un om bogat care se ocupa de operațiunile financiare ale propriei bănci. A fost prefectul județului Suceava pe timpul Războiului Balcanic (1913). Familia lui Davidel Tatos locuia pe Strada Mare la nr. 282, împreună cu fratele său Iacob Tatos.

### Studiile
Teodor Tatos a urmat școala primară și studiile secundare în orașul natal, la gimnaziul "Alecu Donici", promoția 1916. Din acea perioadă avem o informație din cartea lui Eugen Dimitriu, "Orașul Muzelor":
"De numele lui Leon Bancilă se leagă succesul deplin al elevilor gimnaziului din Fălticeni la concursul Tinerimii Române în mai 1913, la București. Printre ei, violonistul Aurel Mihăilescu, care mai târziu avea să-i urmeze la catedră lui Ion Chirescu la Liceul "Nicu Gane"; elevul Teodor Tatos, care a obținut Premiul I cu cununa pe țară, pentru solfegiu. Succesul acesta l-a salvat la matematică, înduplecându-l pe profesorul Ion Mazere să nu-l lase corigent..."
Pleacă la Iași, unde urmează cursurile Facultății de Drept. Devine avocat și practică temporar avocatura. În 1919 urmează studii libere de pictură la Lausanne, Elveția, unde își însușește tehnica acuarelei. Prietenia sa cu Aurel Băeșu îi dezvăluie și îi întărește pasiunea pentru pictură. Se afirmă ca peisagist, cu un număr mare de lucrări, prezente în muzee și colecții particulare din țară și străinătate.

### Anii după cel de-al doilea război mondial

Teodor Tatos, Fălticeni, Iunie 1969, Fotografie de dr. T.V. Diaconescu

După cel de-al doilea război mondial, membrii familiei Tatos au pierdut totul. Li s-au confiscat chiar casele. Unii au murit în aziluri, la Botoșani sau București.

Teodor Tatos cu soția în camera tablourilor, Fălticeni, 10 decembrie 1970

După război Davidel Tatos pierde tot, banca și casele îi sunt naționalizate, iar fiul Teodor, considerat chiabur și acuzat pe nedrept că a provocat incendierea unei arii de grâu, este arestat și ispășește o pedeapsă de 5 ani la Fălticeni și la Galata lângă Iași. Viitoarea soție, Francisca Ida, de loc din Dumbrava, comuna Cornu Luncii, originară dintr-o familie de nemți, a fost deportată în lagărul Donbas din regiunea Makievska-Siberia. Foarte slabă și mereu bolnavă, a stat în lagăr între 13 ianuarie și 4 decembrie 1945. La întoarcerea acasă se căsătorește cu Teodor Tatos. În anii de detenție ai soțului este trimisă în domiciliu forțat la Târgu Neamț.
După toate aceste necazuri, Teodor și Francisca Ida Tatos revin la Fălticeni, unde, ca să aibă din ce trăi, sunt nevoiți să se angajeze muncitori necalificați la Combinatul forestier din localitate, la Secția lăzi, bătând cuie în lădițele de lemn pentru export. Câștigul era mizerabil. Plăteau chirie în propria casă. Li s-au dat doar bucătăria și, mult mai târziu, o cameră. Amintindu-și de aptitudinile artistice de odinioară, avocatul s-a apucat de pictură, reușind să se impună în scurt timp. A realizat aproximativ 4000 de lucrări care l-au ajutat să supraviețuiască și să participe la expoziții de grup sau personale.

### Ultimii ani
La 11 ianuarie 1985 artistul s-a stins ușor, ca o lumânare, în propria-i casă. Soția l-a înmormântat la Botoșani, în cavoul unor neamuri cândva bogate, poate din familia lui Ioan Missir (1890-1945), avocat, scriitor, fost primar al Botoșanilor, cu care Teodor Tatos se înrudea.

## Teodor Tatos și prietenii săi, personalități culturale ale orașuluiFălticeni

### Lucreția Andriu
În fața muzeului se întâlnește cu pictorul Teodor Tatos. Se cunoșteau din tinerețe. Au depănat amintiri. La despărțire, Lucreția Andriu îi spune: „Nu mai am mult de trăit, domnule Tatos!”. Pictorul a privit la dânsa, la ochii ei mari (poate albaștri, cum spunea Romulus Vulpescu) și,fără convingere, a asigurat-o că se înșală. Undeva însă, în cerul ei lăuntric, se învârtea domol vulturul cenușiu al morții și poeta îl
simțea. Dar nu se dădea bătută. Mai avea atâtea de făcut.

## Aprecieri critice

### Emil Satco, critic de artă
"De fapt toate peisajele sunt niște „dumbrăvi minunate” în care natura copleșește prin supradimensionare. Și obsesiv, în aceste „locuri mirabile”, apar siluete abia conturate de oameni singuratici."

### Horia Lovinescu, dramaturg
"Am remarcat suavitatea, gingășia și poezia din acuarela lui Tatos." (1961)

### Ion Irimescu, sculptor, profesor, membru al Academiei Române
"Lucrări ale căror calități picturale te rețin prin surprinzătoarea notă sinceră și originală - lucrări făcute cu dragoste și talent." 

### Eugen Dimitriu, publicist, scriitor, traducător, muzeograf și cercetător
"Lucra acuarelă, folosind un colorit predominant gălbui, «un colorit Tatos», remarcat de criticii din epocă. Peisajele sale, îndeosebi «toamnele catifelate», aveau ceva odihnitor, predispuneau la visare, degajând un aer de melancolie." 

### Ioan Pînzarscriitor, publicist, cercetător
"Prin 1970 într-o sală a fostei Case de Cultură a orașului (pe locul actualului magazin „La Strada“) a fost organizată o expoziție a unui acuarelist de mare vocație, un om mărunțel, în vârstă, pe care-l chema Teodor Tatos. Sala aceea era de fapt singura galerie de artă a Sucevei, acolo la ușă l-am întâlnit prima dată pe Vigh Istvan, și el un grafician talentat. Bătrânul Teodor Tatos avea o istorie biografică deosebită. Era fiul unui boier din jurul Fălticenilor, probabil cu strămoși de origine greacă, cu o vilă în oraș. Pictorul și acuarelistul Teodor Tatos a făcut studii strălucite de artă în țară și străinătate, dar prin 1950 comuniștii i-au luat casa din Fălticeni și nu știu dacă nu a făcut și pușcărie până prin 1964. L-am întrebat mai multe în timpul cât stăteam împreună la expoziția lui, dar și mai târziu. Nu pomenea nimic despre viața lui ci doar despre orașul Fălticeni."

### Aurel Leon, jurnalist și prozator
Aurel Leon îl numește "«poetul toamnelor despletite din fosta „Dumbravă minunată”» (Scânteia tineretului, 22 octombrie, 1974), «menestrel al nostalgiilor crepusculare» și, mai departe, «acuarela sa are moliciuni de catifea și oftat de romanțe» (Cronica, 7 iunie 1974)"

## Prezențe în muzee și colecții
Teodor Tatos are lucrări expuse la Muzeul Județean Suceava, în colecția de artă a Bibliotecii Bucovinei "I.G. Sbiera" din Suceava, în colecțiile altor instituții culturale din județul Suceava și în numeroase colecții particulare din țară și străinătate.

## Expoziții personale și colective. Premii și recunoașteri publice
- începând cu expoziția regională din 15-16 mai 1961 este prezent în expoziții de grup în orașele Fălticeni, Suceava , București
- 1969 expoziție personală la Suceava
- 1961-1976 zece expoziții personale la Fălticeni
- în 20 februarie 1972 i s-au filmat pentru televiziunea română de către Aristide Buhoiu 41 de lucrări din expoziția personală pe care a avut-o în sălile Muzeului orășenesc din Fălticeni
- 1974 participă cu trei lucrări la Bienala artiștilor amatori din Sibiu
- obține Premiul III la Expoziția de artă populară din București, Teatrul Național, Sala București, organizată de Asociația Artiștilor Amatori din București 1976
- obține Mențiune la primul Salon al artiștilor plastici amatori, București, 1976

## Alte preocupări culturale

Teodor Tatos, îndrumator voluntar al unei clase de elevi

Tentat de literatură în tinerețe, scrie nuvele, publicate în volumul "O femeie și o picătură de întuneric" tipărit la tipografia M. Saidman din Fălticeni în anul 1932.
Iată ce scrie Eugen Dimitriu în volumul I al lucrării sale "Lumini Fălticenene":
Volumul lui Teodor (Todirel) Tatos se intitula O femeie și o pictură de întuneric și s-a bucurat de o cronică favorabilă din partea lui Emil Serghie (fost director al Teatrului Național din Iași), apărută în ziarul „Lumea”. Ca prieten, M. Șerban își permitea la rându-i, să publice în revista „Înmuguriri” (nr. 1-2/1933) o epigramă, pe seama cărții:
„Când am cetit volumul dumitale
Îți spun – și să mă crezi – că am rămas învins,
Căci «picătura de-ntuneric» s-a întins
Pe-ntregul câmp al emisferei cerebrale,
Încât de-o nesfârșită noapte-am fost cuprins."
A editat la Fălticeni, pentru o perioadă, ziarul "Informatorul".
Chemat de Octavian Goga în București, la revista "Țara Noastră", a refuzat, cum au făcut și alți cărturari înaintea sa, preferând liniștea târgului de provincie. Era prieten cu scriitorii din zonă, mergea la vânătoare, participa la seri de muzică. În casă au fost oaspeți ai tatălui (Davidel Tatos), profesorul germanist Virgil Tempeanu, actrița și profesoara Conservatorului din Iași Agatha Bârsescu, pictorul Aurel Băeșu, sculptorul Ion Irimescu, actorul Gheorghe Cazaban. De asemenea, i-a fost prieten și, deseori, oaspete în casa sa, scriitorul și gazetarul Ion Dragoslav, care scotea un ziar la Fălticeni, dar ținea să-l vândă și în București.
În fotografia alăturată, pictorul fălticenean Teodor Tatos, în fața muzeului din Fălticeni, îndrumător voluntar al unei clase de elevi, sub egida Casei de Cultură. "Voluntar", sărac, cu o pensie de mizerie, împăcat cu ideea că i s-au luat toate bunurile ce i-ar fi permis sa ducă o viață decentă.